# Dendrobium munificum
Dendrobium munificum (Finet) Schltr., 1912 è una pianta della famiglia delle Orchidacee, endemica della Nuova Caledonia.

## Descrizione
È una pianta epifita di medie dimensioni con pseudobulbi molto increspati, con varie giunture, gonfi al centro e conici alle estremità, recanti normalmente una foglia apicale, di forma oblungo-lanceolata. Fiorisce mediante un racemo che aggetta dalla base dello pseudobulbo, lungo mediamente 50 centimetri, portante molti fiori. Questi sono grandi normalmente circa 3 centimetri e sono da bianchi a marroncini maculati di rosso in petali e sepali, mentre il labello si presenta rosso scuro e giallo.

## Distribuzione e habitat
D. munificum è endemica della Nuova Caledonia, dove cresce epifita sugli alberi di foreste tropicali.

## Coltivazione
Questa specie è ben coltivata su un supporto di argilla espansa. Necessita di posizione arieggiata e di caldo-umido durante la stagione di fioritura, è consigliabile ridurre la temperatura durante la fase di riposo. Gradisce una posizione molto luminosa, ma teme i raggi diretti del sole..